# Andrzej de Soveral
Andrzej de Soveral, właśc. André de Soveral (ur. ok. 1572 w Săo Vicente na wyspie Santos, zm. 16 lipca 1645 w Cunhaú w São Paulo) – brazylijski kapłan, jezuita i misjonarz, męczennik chrześcijański, święty Kościoła rzymskokatolickiego.
W dniu 6 sierpnia 1593 roku wstąpił do Towarzystwa Jezusowego (SJ). W 1614 roku był już proboszczem parafii w Cunhaú (niedaleko Natal w stanie Rio Grande do Norte), jako ksiądz diecezjalny.
Andrzej de Soveral wraz z 69 wiernymi zgromadził się na mszy świętej w kaplicy Matki Bożej Gromnicznej, kiedy holenderscy żołnierze (kalwińscy) i miejscowi Indianie wpadli do kaplicy i wymordowali wszystkich. Tylko jednego z nich udało się zidentyfikować: był to wierny Dominik Carvalho.
Andrzej de Soveral został beatyfikowany w grupie trzydziestu męczenników brazylijskich, wraz z 29 męczennikami z Uruaçu, przez papieża Jana Pawła II w dniu 5 marca 2000 roku.
23 marca 2017 papież Franciszek podpisał dekret uznający cud za wstawiennictwem bł. Andrzeja de Soverala i jego towarzyszy, zaś 20 kwietnia 2017 podczas konsystorza wyznaczył datę ich kanonizacji.
W spisanie jego w poczet świętych wraz z 34 nowymi świętymi nastąpiło 15 października 2017 na placu świętego Piotra przez papieża Franciszka.
Wspomnienie liturgiczne bł. Andrzeja i towarzyszy z Cunhaú obchodzone jest w dzienną pamiątkę śmierci (16 lipca) oraz w dniu śmierci Ambrożego Franciszka Ferro i towarzyszy z Uruaçu (3 października), który jest w stanie Rio Grande dniem wolnym od pracy.